# Spänningshuvudvärk
Spänningshuvudvärk, huvudvärk av spänningstyp är tillsammans med migrän en av de allra vanligaste orsakerna till huvudvärk hos barn och vuxna. Spänningshuvudvärken beskrivs som "en trång mössa", "tryck över tinningarna" eller "hela huvudet". Den beskrivs även som tryckande, tung och molande, dock inte som pulserande. Ibland kan den vara borta i flera timmar för att sedan, väldigt sakta, smyga sig tillbaka och vara ännu en period. De flesta människor drabbas någon gång i livet av spänningshuvudvärk. Denna form av huvudvärk är inte ihållande utan går oftast över efter någon eller några dagars smärta. Vissa patienter är dock svårt drabbade av ofta återkommande eller ibland daglig huvudvärk. I en befolkningsstudie fann man att nära 80 % drabbas av spänningshuvudvärk någon gång i livet medan omkring 3 % har kronisk spänningshuvudvärk, det vill säga minst 15 dagar per månad med huvudvärk.

## Diagnos
Personer med lätta eller tillfälliga besvär av spänningshuvudvärk behöver sällan söka sjukvård. Det finns inget bestämt test för att ställa diagnosen. I allmänhet räcker det med patientens uppgifter och en enkel läkarundersökning. Ibland tar man blodprover eller gör en datortomografi för att utesluta andra orsaker till huvudvärken. Enligt det internationella huvudvärkssällskapet IHS ställs diagnosen spänningshuvudvärk om en huvudvärk 
- varar mellan 30 minuter och 7 dagar (kronisk spänningshuvudvärk kan dock vara kontinuerlig)
- uppfyller minst två av kriterierna 1) dubbelsidighet, 2) tryckande eller stramande karaktär, 3) mild till måttlig intensitet, 4) förvärras inte av lätt fysisk aktivitet
- inte är förenad med kraftigt illamående eller kräkningar
- inte är förenad med både ljus- och ljudkänslighet
- inte kan förklaras av någon annan, allvarlig sjukdom.

Det förekommer dock blandformer mellan till exempel spänningshuvudvärk och migrän som komplicerar diagnosen.

## Orsaker
Trots att spänningshuvudvärk är ett oerhört vanligt tillstånd är orsakerna inte fullständigt kända. Man tror att värken delvis orsakas av förhöjd muskelspänning i huvudets, ansiktets och nackens muskler, delvis (särskilt vid kronisk värk) av en förhöjd smärtkänslighet ungefär som den man tror ligger bakom fibromyalgi.

## Behandling
Tillfällig spänningshuvudvärk kan ofta kureras med vila och avslappning. Ofta används läkemedel som innehåller paracetamol eller inflammationshämmande smärtstillande medel som acetylsalicylsyra, ibuprofen eller naproxen. Alltför flitig användning av smärtstillande medel medför risk för så kallad läkemedelsöveranvändningshuvudvärk. Vid långvarig och svårbehandlad kronisk spänningshuvudvärk hjälper oftast tricykliska antidepressiva (TCA), till exempel tryptizol, vilka ska tas på kvällen.

## Spänningshuvudvärk hos barn
Spänningshuvudvärk förekommer bland barn under hela uppväxten och förefaller att bli vanligare under tonåren. År 2001/02 uppgav 24 procent av alla 15-åriga flickor huvudvärk mer än en gång i veckan under de senaste sex månaderna (Skolbarns hälsovanor 2004). 
Värken kan reduceras med smärtstillande medel som paracetamol. Denna behandling har dock endast övergående effekt. En ytterligare möjlig behandling är avslappningsträning. En systematisk översikt av 15 randomiserade kontrollerade studier visar att effekten av avspänningsträning är väl säkerställd . Effekten kvarstår vanligen flera år efter avslutad behandling . Försök har redovisats där avslappningsträning erbjudits förebyggande i skolan.